# Santa Coloma de Farners
Santa Coloma de Farners ist eine katalanische Stadt in der Provinz Girona im Nordosten Spaniens. Sie ist der Hauptort der Comarca Selva.

## Geographie
Die Stadt liegt etwa 18 Kilometer südwestlich von Girona.

## Sehenswürdigkeiten
- Ehemaliges Kloster Sant Pere Cercada

Für die Kulturdenkmäler des Ortes siehe Liste der Kulturdenkmäler in Santa Coloma de Farners.

## Persönlichkeiten
- Salvator von Horta (1520–1567), Laienbruder der Franziskaner, Heiliger der römisch-katholischen Kirche
- Narciso Jubany (1913–1996), römisch-katholischer Geistlicher, Erzbischof von Barcelona 1971–1990
- Jofre Cullell (* 1999), Radrennfahrer